# Ruspolia ruthae
Ruspolia ruthae är en insektsart som beskrevs av Bailey, W.J. 1975. Ruspolia ruthae ingår i släktet Ruspolia och familjen vårtbitare.

## Underarter
Arten delas in i följande underarter:
- R. r. angularis
- R. r. ruthae